# Heteropyramis crystallina
Heteropyramis crystallina is een hydroïdpoliep uit de familie Clausophyidae. De poliep komt uit het geslacht Heteropyramis. Heteropyramis crystallina werd in 1925 voor het eerst wetenschappelijk beschreven door Moser. 